# 綾瀬こころ
綾瀬 こころ（あやせ こころ、2003年9月20日 -）は、日本のAV女優。NAX所属。

## 略歴・人物
2022年6月にデビューしたGカップの巨乳AV女優。E-BODY、kawaii*、Fitchは1作品目のみ専属女優として出演している。デビュー当初はWish所属。
2023年10月23日週FANZA通販フロアランキングにて、『無意識に男を誘惑しまくる着衣巨乳 服の上からでもわかるデカいオッパイをラッキースケベ妄想シチュエーションSEX 綾瀬こころ』（h.m.p）が初登場6位を記録。
中日ドラゴンズファンでもある。

## 作品
◎はBD版発売作品。

### アダルトDVD / BD
- 新人 神乳18歳 おっぱいが大きくなりすぎて部活を辞めたまだ発育途中のGカップ美巨乳クビレ女子大生AVデビュー!!（6月21日、MOODYZ）◎
- 初めて出来た彼女を脱がしたら…着衣から想像できない物凄いスリム美巨乳大興奮の僕は性欲尽きるまでハメまくった（7月19日、E-BODY）
- 神乳18歳 発育途中のGカップ 美巨乳クビレ女子大生 はじめてのナマ中出し（7月26日、本中）
- 「終電逃しちゃったね… 同期のよしみで泊めてあげる」 スーツ脱いだらすんげぇおっぱい 恥じらい姿もスッピンも超ドストライクで一晩中モウレツにハメ狂った（8月2日、kawaii*）
- フレッシュな18歳Gcup神乳泡姫! 完全主観で逆バニーがめっちゃ気持ち良くしてくれる 発射無制限!濃厚中出しソープランド（8月2日、Fitch）
- いきなりパイズリフェラしてくれる巨乳ケダモノビッチを派遣します。（8月16日、OPPAI）
- 両親が旅行でいない二日間、幼馴染に欲望剥き出しでハメまくった中出し記録。（8月23日、ダスッ!）
- 無防備すぎる巨乳妹と目のやり場のないメチャ狭ワンルーム同居性活（8月23日、ROYAL）
- むっちり爆乳な制服美少女 危険日OK! 無制限発射OK! 放課後コスプレ中出しバイト（9月6日、MOODYZ）※Blu-ray Disc版同時発売
- 童顔なのにスリム爆乳 汗だくでヨダレまみれる 爆乳激揺れ大痙攣 絶頂FUCK（9月20日、E-BODY）
- 絶品神乳ボディが極立つ 過激なエッチ衣装で連続ヌキ 風俗フルコース（9月20日、OPPAI）
- 巨乳で可愛い幼馴染みが元担任の俺の親父に寝取られ種付けプレスされていた。（9月27日、ダスッ!）
- 彼女の妹に愛されすぎてこっそり子作り性活♡（9月27日、本中）
- 幼馴染3人で5年ぶりにデート。 そのままホテルで… アオハルを取り戻すように 三位一体になって超密着サンドイッチされバカみたいに中出ししまくった人生で一番最高な1日（10月4日、kawaii*）
- オヤジのハメ撮りドキュメント ねっとり濃厚に貪り尽くす体液ドロドロ汗だく性交（10月4日、Fitch）
- 彼女の妹は噂の爆乳グラビアアイドル たぷんたぷんのミルクタンクを暴走もみもみ中出し激ピストン!（10月18日、エムズビデオグループ）
- 夫には口が裂けても言えません、お義父さんに孕ませられたなんて…。 ―1泊2日の温泉旅行で、何度も何度も中出しされてしまった私。―（11月8日、マドンナ）
- 妻が不在の3日間、豊満巨乳で喰い頃な連れ子J●をキメセクで中出し精子漬け（12月6日、ワンズファクトリー）
- 金曜夜の終電を逃した童貞の後輩を家に泊めて誘惑したら早漏なのに超絶倫で何度もイカセられた週末の2日間（12月20日、Fitch）

- 妹のさらけ出したむっちり爆乳を揉みしだいたら相性が良すぎて一線超えました。 綾瀬こころ（1月24日、ROYAL）
- 学生時代の電車痴漢オヤジが母親と再婚 ―。その日から来る日も来る日も言いなり制服中出しペットにさせられて…。綾瀬こころ（2月21日、本中）
- 初めておっパブに行ったら… あの娘、友達の彼女に似てるかも!? 着衣越ししか見たことなかった友達の彼女とまさかのおっパブで再会! Gカップおっぱい丸出し & ナマ本番中出しもOK! その後、友達の家でもこっそりおかわり中出しSEXしまくった!! 綾瀬こころ（2月28日、本中）
- 「えっ! 今、ナカに出したでしょ?」 早漏をゴマかす暴発後の延長ピストンで抜かずの追撃中出し!! 綾瀬こころ（3月7日、ワンズファクトリー）
- 隣のゴミ部屋で犯された爆乳妻 薄汚れた絶倫中年男に連続射精される孕ませレイプ 綾瀬こころ（3月7日、Fitch）
- 通学電車で視姦集団が3年分の性欲をぶつける乳揉み痴漢中出しレ×プ 綾瀬こころ（3月21日、OPPAI）
- ワタシのブラが盗まれた!? 朝練で水泳部の巨乳先輩のブラジャーを隠したら一日中乳首ビンビン透けまくり勝手に誘惑ノーブラ生活 綾瀬こころ（4月4日、MOODYZ）
- 都合のイイ地味メガネ生徒 むっつりスケベな窓際いいなり娘の乳首ビンビン巨乳おっぱいを揉みまくる放課後ラブホ中出し日記。綾瀬こころ 結城りの（4月4日、MOODYZ）
- ［SEX動画・初流出］ 超神乳Gカップの裏アカマスク女子とハメてみた。 都内S女子大 N区在住 19歳 あやたん (仮)（4月4日、ナンパJAPAN）
- 成人同窓会NTR 20歳になって初めての飲み会にいたクズ元カレにまさか寝取られて中出しされまくってるなんて… 綾瀬こころ（4月18日、MOODYZ）
- スタイル丸わかりの露出狂コスで僕を勃起させては即パイズリ挟射してくれるスリム巨乳逆バニーメイド 綾瀬こころ（4月18日、E-BODY）
- 数年ぶりに帰ってきた姪っ子の胸が発育良過ぎてむしゃぶり犯してしまった。 綾瀬こころ（5月2日、アタッカーズ）
- 彼氏の父親は変態舐めガエルおじさんでした。 性器の隅々までねっとり舐め回すいやらしい舌技にクンニ堕ちしてしまったワタシ。 綾瀬こころ（5月16日、エムズビデオグループ）
- 5年ぶりに会う従兄弟のお兄ちゃんにお風呂を覗かれて― Gカップに発育した私のおっぱいに発情して3秒でチ○ポがフル勃起。そのままお風呂で濡れ髪のままビチョ濡れで中出しされてしまった私。 綾瀬こころ（6月6日、MOODYZ）
- 嫉妬した部活顧問にストーキング合宿レ●プされた爆乳スク水マネージャー 綾瀬こころ（6月6日、kawaii*）
- 「処女じゃなくてごめんね」彼女との初SEX直後に過去の性体験を尋ねたら元カレとのマゾ調教チン媚びSEX話を聞かされて鬱勃起したボク… 綾瀬こころ（6月20日、MOODYZ）
- 行列ができる巨乳レイヤー乳便器 精子逆流追撃プレス 綾瀬こころ（6月20日、OPPAI）
- M男専用密着ささやき淫語で何度もヌカれちゃう無制限射精ソープ 綾瀬こころ（6月27日、痴女ヘブン）
- SSS-BODY 乳・腰・尻全てがS級 三美一体パーフェクトボディ濃密SEX 綾瀬こころ（7月18日、E-BODY）
- 巨乳新人デリヘル嬢呼んだら1人じゃ不安だからともう一人巨乳の友達を連れてきた件。 1人分の料金で巨乳女子大生2人とハーレム逆3P 星乃夏月 綾瀬こころ（7月18日、MOODYZ）[4]
- BoinBBへ遂に登場! 魅惑のパフィーニップル美巨乳! 揉み舐め吸い挟む至高の乳プレイで徹底的に味わい尽くす! Boin「綾瀬こころ」Box（9月5日、ABC/妄想族）
- 隣の変態大家におっぱいを揉まれ毎日犯されてます 綾瀬こころ（9月12日、unfinished）
- マジックミラー号 マキシワンピを着ている女性はスキだらけ!? 20代の人妻に「服着たままで良いので、電マ当てさせてくれませんか!?」と声掛け乗車! 着衣越しでもハッキリわかる 乳首! マンスジ! 潮シミ! 無防備な若妻は初めてのクイックマッサージ体験で潮をまき散らしながらイキまくり!!（9月21日、SODクリエイト）
- 見た目真面目な制服巨乳女子が軽い気持ちでP活してみたら… まさかのどハマり おじさんの巨根を自ら求める不埒な女になりました… 綾瀬こころ（9月26日、クリスタル映像）
- 無限唾液女子（9月26日、SEX Agent/妄想族）
- 腋顔面圧迫手コキ（9月26日、SEX Agent/妄想族）
- 着衣尻ザーメンぶっかけ（9月26日、SEX Agent/妄想族）
- Gカップ美爆乳の魅力を最大限に引き出す乳フェチエロコス7 Boin「綾瀬こころ」Box 2（10月10日、ABC/妄想族）
- 巨乳チアガールレズビアン ～憧れの先輩とおっぱいが変形するほど濃厚密着し、唾液まみれでキスを貪る～ 綾瀬こころ 朝日りん（10月10日、ビビアン）
- 「マジ天使!?」骨折してオナニーできない僕のチ●コは我慢の限界! それを見かねた美人ナースは使命感に駆られたのか優しく手を添えてくれ… 11（10月20日、DOC）
- 完ナマSTYLE@J系シンママ候補生06 ゴム無しエッチが大好きなGカップ巨乳の元バレーボール部 こころ（11月12日、First Star）
- オタク兄貴の友情と性癖を歪ませるビッチ系妹 綾瀬こころ（11月14日、BALTAN）
- むにゅむにゅGカップ巨乳美女がハマる性感ぬるぬる絶頂オイルマッサージ 綾瀬こころ（11月16日、MAXING）
- 同僚の隣でトリック オア セクハラ! 時間停止で業務中にイタズラしまくれちゃうハロウィン限定ユーザー様感謝企画! SOD女子社員 レッツ・エロウィンパーリィ!（11月23日、SODクリエイト）
- 巨乳J○痴漢電車 発育した胸を変態性癖で犯しまくれ!（11月23日、ナチュラルハイ）
- 無意識に男を誘惑しまくる着衣巨乳 服の上からでもわかるデカいオッパイをラッキースケベ妄想シチュエーションSEX 綾瀬こころ（11月24日、h.m.p）
- いもうとケータリングサービス ぷにちちAIいもうとがご奉仕! えっちなナースで射精治療 & カジノバニーガールにボクの精液全力Bet! 綾瀬こころ（12月5日、桃太郎映像出版）
- 思い出し痴漢告白 満員電車で見知らぬ男の指にパンティの中がグチュグチュになるまで捏ね繰り回された体験をセカンドアクメ堕ち（12月7日、サディスティックヴィレッジ）
- マジックミラー号ハードボイルド ザーメン射撃DE即Out中出し! 防御側:手コキで発射させたら罰ゲーム即ハメ! 攻撃側:勃起中枢を奴隷化する顔騎マン舐めで暴発させろ! 美人仲良し姉妹が挑戦するロシアンルーレット手コキチャレンジ!（12月7日、サディスティックヴィレッジ）
- ブラック企業戦士が離職しない理由は、残業中ムラついたら即ヤラせてくれる経理担当綾瀬さんの都合の良い身体にあった。 綾瀬こころ（12月12日、アリスJAPAN）
- 居候の美少女は小悪魔ビッチなGカップ 綾瀬こころ（12月12日、K-Tribe）
- メスガキ 10 ちびっ子ボイン こころちゃん 発育途中のGカップ おじさん大好き巨乳美少女の秘密のえっちなお遊び探検記。（12月12日、First Star）
- ナンパした娘がクソ生意気なメスガキでエロマンガのように逆レ○プ搾精されてしまった 綾瀬こころ（12月16日、MAXING）
- 痴漢夏祭り2023 中出しスペシャル ～的屋、林間学校、コミケ電車、ナイトプール～（12月21日、ナチュラルハイ）

- おじさん、あそぼ ～1日だけのわるい子～ 綾瀬こころ（1月2日、桃太郎映像出版）
- 風俗フルコース! 何度も射精させられる極上ハーレムセックス! 綾瀬こころ 花柳杏奈 都月るいさ（1月9日、unfinished）
- 友人達に狙われた神乳なのに無防備すぎる僕の彼女… 綾瀬こころ（1月11日、ヒビノ）
- 羞恥! 美少女完全淫乱♀化ビッグバンローター 電圧85倍! 電マ以上に強力な振動で容赦無く野外失禁させる爆弾ローターをキツマンに挿入して、潮吹きアクメデート! 43分後に「今すぐに此処でハメて」と懇願する従順エロマンペット（1月11日、サディスティックヴィレッジ）
- 素人バラエティ 田舎のお嬢さま学校のJ〇校生が挑戦するうぶっ娘手コキチャレンジ! 射精できれば脱出、ダメなら即ハメ中出し! 巨大すぎるデカチンに「恥怖っ!」♡ なのに興奮してわざと失敗しちゃうなんて!（1月11日、サディスティックヴィレッジ）
- ボランティア活動に勤しむ心の綺麗な女子大生の皆さん! 「早漏に悩む童貞君の暴発改善のお手伝いしてくれませんか?」 慈善活動に参加するピュアな女の子が早漏すぎる童貞君にドキドキ & キュンキュンしちゃって生中出し筆おろしSPECIAL!（1月26日、赤面女子）
- エロめがね & 隠れ巨乳の地味っこ女子 工務店事務員 こころ21歳（1月30日、K-Tribe）※「こころ 21歳」名義
- 爆にゅう妹系ギャルJの放課後陽キャSEX 綾瀬こころ（2月13日、バビロン/妄想族）
- Gカップ!! 神がかる肉感ボディで誘惑する女 2 綾瀬こころ（2月13日、セレブの友）
- 顔出し解禁!! マジックミラー便 Fカップ以上!! ピッタピタのニット巨乳女子大生編 8人全員SEXスペシャル!! 街で男の目を釘付けにするパイスラ女子の着衣巨乳を揉んで揺らして鷲掴み! 初めてのパイズリ挟射! おっぱい激揺れSEX!（2月20日、DEEP'S）
- 快楽に理性は崩壊。 止まない絶頂と覚醒汗だく中出しセックス 綾瀬こころ（2月27日、TEPPAN）
- 代表戦の日はスポーツバーで盛り上がってるサポーター女子にノリと勢いとお酒のチカラに任せて生挿入! ドサクサにまぎれて合計3名に大量中出ししちゃいました。。。（3月7日、SODクリエイト）
- 変態ヤリマン輪姦肉便器 綾瀬こころ（3月12日、AVS collector’s）
- 【学生】なのに立派に急成長! 脱いだらけしからん! COCOMIN（3月12日、MERCURY）
- 「ねえ、朝までシよ?」 マッチングアプリで待ち合わせたギャルは即マン型の都合のいい絶倫ヤリマンだった! vol.2（3月19日、kira☆kira）
- ヤリモク生ナンパ//YSP×DIARY【ヤリ捨てポイinカブキチョー】（3月22日、赤面女子）
- 18禁 05（3月27日、MERCURY）
- 女子大生だらけのシェアハウスに男僕1人が家政婦として入居させられてから欲求不満な女子たちに毎日僕のチ〇ポもシェアされエッチしまくりだった! 尾崎えりか さつき芽衣 和久井美兎 綾瀬こころ（4月9日、unfinished）
- 「結婚はまだなの?」とうるさい母ちゃんを安心させるため会社の後輩に彼女役をお願いしてみたら… 夜な夜な子作りの様子をチェックしにきたお節介な母を素股でヤリ過ごそうとしたけど… 後輩にだんだん火がついてしまいヌルズボ合体! そのまま本当に子作り中出しSEX!（4月25日、SODクリエイト）
- 緊急出動!! マジックミラー便【ゲリラ豪雨】透けブラ制服女子を狙え! ずぶ濡れオマ○コに熱々デカチン素股→ヌルっと生挿入 → 全員中出し!!（5月7日、DEEP'S）
- 巨乳ハレンチ学院 綾瀬こころ（5月21日、ドグマ）
- 北関東のヤンキーカップル限定! 女性専用風俗の凄テク男性セラピストから爆乳彼女が神技マッサージを受けても一切声を出さなかったら賞金プレゼント! ただし声が漏れたらフェラ アソコが濡れたら即ハメSEX! 屈辱の見せつけNTR（5月23日、SHIGEKI）
- 無類のデカ乳狂いサイコパス肉欲輪姦 綾瀬こころ（6月11日、AVS collector’s）
- シロウト女子図鑑 真正中出しナンパ! 凄腕ナンパ師のHOWtoトークを完全収録! タダマン狙う男のバイブル! 3 【4人収録全員クソエロかわいい保証】（6月14日、赤面女子）
- MM号からの脱出 女子大生の友情数珠つなぎ企画 友達を30分以内に電話で呼び出し‘身代わり’にして密室から脱出せよ! 制限時間を過ぎたらデカチン即ハメ! 9 イってもやめない激ピストンで友達が来るまで生中出しは終わらない inザ・マジックミラー（7月2日、DEEP'S）
- オイルマニア 綾瀬こころ（7月5日、プラネットプラス/七狗留）
- 美人妻スヤスヤNTR夢アクメ中出し（7月15日、ロータス）
- 巨乳ギャルにチ〇ポ監禁されました。 綾瀬こころ（7月16日、ドグマ）
- Gカップ巨乳若奥さん素朴だけど極上エロボディおじさんとのドロドロH大好き性欲爆発不倫セックス 綾瀬こころ（7月16日、あたご屋/エマニエル）
- 「これが私のアウフグースです!」 サウナで挿入されても汗だくで平然とタオルで仰ぎ続ける女性熱波師（7月25日、SHIGEKI）
- 対面いじりと寸止めキスで焦らされ糸が引くほど舌を絡ませるレズキス発情娘（8月8日、ナチュラルハイ）
- 義父に弄ばれた一週間 快感の虜になった巨乳若妻 綾瀬こころ（8月20日、KSB企画/エマニエル）
- おち●ぽもっこりさせてゴメン! お触りNG 亀頭密着型メンズエステ! 過激イカセ裏オプ連続中出しテクの実態映像（9月15日、ロータス）
- 【遠隔ローター1/5】オマ○コを揺らすのは誰だ!? 女子大生2人組がリモバイを操作する犯人当てゲームに挑戦! 正解すれば賞金100万円! 失敗したらその場でデカチンW即ハメ! 激烈振動で羞恥と快感の同時攻撃に我慢できず膝ブッルブルの失禁悶えイキ!（10月1日、DEEP'S）
- 美人アスリート女子大生が鍛え上げられた身体とエロテクで射精させるほど賞金GET! 全身精子まみれ連続射精チャレンジ! イカせる為なら桃色おま○こに生挿入も（ ゜Д゜）性春汗だく中出しSEXww 大量39発射SP 2（10月25日、赤面女子）
- エロ過ぎ美脚のGカップギャル パンストプレイを淫乱エンジョイ 変態オヤジとガチイキ性交! 綾瀬こころ（10月29日、オリンポス）
- 【旦那公認】人妻NTR 02 他人棒で不覚イキしまくる奥様たち（11月5日、ティーチャー/妄想族）
- 入院生活が長すぎて無防備な新人ナースのぱつぱつスケパン尻で毎日勃起してしまう僕 9（11月7日、LEO）
- 父親と娘が貫通オナホでギリギリ近親相姦チャレンジ（11月7日、ROCKET）
- スタンガン感電ショック 004（11月7日、SODクリエイト）※配信作品「雷016」(kmnr016)を収録。
- バブみある清楚な奥様がおっぱいチューチュー吸わせておチ●ポをよちよち甘やかし射精させる授乳手コキ美人奥様30人ほぼ5時間ww（11月8日、赤面女子）
- ベトベト媚薬ローションマッサージ体験!  極小ビキニ女子大生のオッパイ & 乳首を粘着こねくり! ヌルヌル焦らし続けるとナマ中出しSEXまでヤレちゃうのか!?（11月19日、はじめ企画）
- 【素人個撮】どこでもフェラチオ7 美少女10名（11月26日、S級素人）
- 素人おま○こくぱぁ観察 5 -人妻編- 輝くビラビラが透けて見えそうなほど4Kカメラ超接写至近距離で照れイキオナニー30ま○こ295分（11月26日、S級素人）
- 突き出されたムチ尻から視線をそらそうとしても部屋中が尻だらけ? 5人の出張家政婦によるスペシャル片付けプランは、目のやり場に非常に困る! 『お客様… 当店はそういうお店ではないので…』 そう言いながらも、思わず膨らんでしまった僕の下腹部に視線を送る彼女達が、ゆっくりと近づいてきた…。 華澄結愛 綾瀬こころ 千石もなか 宇流木さらら 朝比ゆの（12月1日、OFFICE K’S）
- 恥じらう素人娘たちの生おっぱいモミまくり!! (6)（12月1日、OFFICE K’S）
- しくまれた媚○痩身エステ 7 施術師が怪しいので警戒していたが、秘かに盛られた媚○でまんまと快楽堕ち!!（12月6日、LEO）
- 戸惑いと欲情… 素人美女のセンズリ鑑賞（12月10日、うさぎ/妄想族）
- 2024年度新中野高専 触手運動会（12月12日、SHIGEKI）
- マジックミラー号 ハードボイルド 濡れグッチョ肉肉! 全身ストッキングエステ! 皮膚呼吸できず窒息失神! ローションまみれで体験する性感発情マッサージで感度がバグってイキ潮噴射! 中出し & 顔射 合計12発射!（12月26日、サディスティックヴィレッジ）

- 借金身代わり失禁レ●プ（1月1日、OFFICE K’S）
- ハーレムでヘブン状態!! 視線が気持ち良すぎるセンズリ見せつけ倶楽部 (2)（1月1日、OFFICE K’S）
- 94cm爆乳オーガズム! 乳首の感度をバグらせる媚〇キメセクでHカップ鬼イカセ!! 綾瀬こころ（1月2日、MILK）
- ニコニコ笑顔の童顔美巨乳Gカップ 綾瀬こころ 全4タイトル収録 8時間BEST（1月7日、Fitch）※単体ベスト
- 頭がおかしい男の動画 伝説の至上最凶最高イイオンナ編（1月7日、ティーチャー/妄想族）
- このカラダでお金返します… 借金肉体返済 綾瀬こころ（1月21日、FAプロ）
- 超絶スケベな叔母さんが甥の巨根に発情して腰振り騎乗位 最高のアヘ顔晒す口淫フェラ 大人の玩具で連続絶頂オナニー 時間を忘れ逢瀬を交わす濃密中出し情事（1月28日、VENUS）※「紗々木なな」名義
- 新人OLの乳首を狙った猥褻医師の不適切検診（2月1日、OFFICE K’S）
- えっ!! こんな場所で!? 素人娘のドキドキこっそりフェラチオ (3)（2月1日、OFFICE K’S）
- 変態医師に「性的興奮が高いほど妊娠しやすい」と煽られ断れず目の前で子づくり中出しセックスをさせられた妊活夫婦（2月6日、ナチュラルハイ）
- 寝取らせ夫の仕業とは知らず王様ゲームで他の男に胸を揉まれ感じていた愛しい妻 VOL.2（2月6日、DANDY）
- 木更津体育大学 相撲部女子「男には負けたくない、絶対に」土俵に立ったら、表情を崩さず何をされても取り組みする!! 新入部員編（2月6日、SHIGEKI）
- ゴム手袋図鑑 03 ・フェラ・手コキ・素人女子10名（2月7日、桃太郎映像出版）
- 僕たちは、あの子の黒スト脚をやめられない。綾瀬こころ（2月18日、MEGAMI）
- 【初回完全無料】【完全個室】【中出し】【隠しカメラ素材データ流出】イケメンピストが必ず堕とす人妻リゾートエステ 005（3月18日、熟女JAPAN）
- 人気G・Hカップの巨乳女優が挑戦! オシッコ我慢潮吹きアクメ自転車がイクッ! 綾瀬こころ 水原みその（3月20日、SHIGEKI）
- だれとでも定額挿れ放題! パチスロ編 2 その店は定額制で、遊び放題! 挿れ放題! 当たりを引けば店内にいる女性、ホールスタッフでもコーヒーレディでもイベントで来店した配信アイドルにも挿れ放題!（3月25日、Hunter）
- マッチングアプリナンパ中出し不倫SEX 005（3月27日、熟女LABO）
- 早漏改善パイズリクリニック ～巨乳ナースの寸止め射精コントロール～ わか菜ほの 小梅えな 月見若葉 皐月ゆら 綾瀬こころ（4月1日、OFFICE K’S）
- 生意気メスガキ幼馴染みにクソ雑魚マゾだと見抜かれてわからせられる逆アナル 綾瀬こころ（4月15日、M男パラダイス）
- 私のお口に出していいよ 口内射精OKな素人娘のフェラチオ集めました（4月22日、うさぎ/妄想族）

### アダルトVR
- 神乳 おっぱいもハニカミ笑顔も敏感ボディも完全独占!同棲記念日に熱々で一直線な中出しエッチッチ（9月25日、kawaii*）

- 【天井特化 × 爆乳メイド × 騎乗位】 呼び鈴鳴らせば即フェラ即パイズリ即ハメしてくれる僕専属ご奉仕メイド 綾瀬こころ（3月13日、kawaii*）
- 4年ぶりに帰省したら… 成長期を迎えたえっろい体の妹二人に誘惑されて ローションだっくだくでトロトロにとろけ合う密着感がヤバすぎる爆乳サンドイッチ逆3P  綾瀬こころ 小梅えな（4月12日、kawaii*）
- 【8K VR】僕の管理するマンションに最近引っ越してきた綾瀬さんはドジっ子むっつりスケベ 綾瀬こころ（8月19日、unfinished）
- エロメイドたちから精子を搾り取られる学園祭ハーレムメイド喫茶!! 綾瀬こころ さつき芽衣 姫咲はな 柏木こなつ（8月21日、SODクリエイト）
- マネージャーはえちえち天使 ［［おっぱい］ヤル気サポート］］ ［甘パイズリ］で巨乳マネージャーがヌキまくる放課後SEX 綾瀬こころ（8月24日、KMPVR）
- ゆるフワ系の爆乳後輩と一緒に行った場末のスーパー銭湯は何故か混浴でお互い気まずい思いをしながら湯船の中でもヤリまくった 綾瀬こころ（9月1日、KMPVR）
- 眼前のチ●ポから目が離せない女達のセンズリ鑑賞VR（9月8日、AQUA）
- 天井特化アングルVR ～綾瀬こころのオッパイをお届け～（9月15日、KMPVR）
- ウーマナイザー × 感じている顔VR（9月24日、KMPVR）
- おっぱいがエロい! これからこの巨乳女子とSEXします。目の前に現れた大きな乳房を本能に任せて揉みまくり! 性的同意済な年下彼女と潮吹き中出しエッチ! 綾瀬こころ（9月30日、CRYSTAL VR）
- 図書館で働く地味目な先輩がお酒がはいった途端エロくなる! ほろ酔い状態で服を脱ぎだしあらわになるプルルンおっぱい!! 綾瀬こころ（10月5日、SODクリエイト）
- 女子●生健康診断 テレパシーで聞こえるウブなJ系の心の声を聴きながらおっぱいセクハラ中出し 綾瀬こころ（10月13日、本中）
- 予約が取れない地域No.1Gカップソープ嬢がまさかのボクが超タイプ!! グイグイ店外デートに誘われ彼女の家でイチャイチャアフターご奉仕プレイVR 2SEX合計4射精 綾瀬こころ（10月20日、ワンズファクトリー）
- 絶倫教師に弱みを握られ校内のいろんなところで、調教セックスをさせられる巨乳女子校生 綾瀬こころ（10月30日、SODクリエイト）
- じっと見つめながら手コキしてあげるよ♡（12月7日、KMPVR）
- VIPホテルに住む俺が超金持ち会員しか利用できない極上高級コールガールを呼んだら天然スライム巨乳（おっぱい）のグラドルがとんでもなくえっろい中出しSEXしてくれた 綾瀬こころ（12月18日、HMN WORKS）

- チ〇コ握って!と男に懇願させるM男専門エステティシャン 綾瀬こころ（5月29日、P-BOX VR）
- オマ●コ食い込み! 美少女オナニー! ゼロ距離ガン見VR（5月29日、P-BOX VR）
- おチ●ポに絡みつく舌使いをノーモザイクでじっくり味合うディルドフェラVR（5月29日、P-BOX VR）
- いじめっ子J〇に復讐した5日間! あなたを睨みつけながら金の為に服従ご奉仕! 綾瀬こころ（6月12日、P-BOX VR）
- 美女8人のケツ穴くぱぁ～を近距離ガン見VR 3（7月10日、P-BOX VR）

- 【公認浮気】嘘を付けない妻の浮気映像を見て嫉妬勃起が収まらず、寝取らせ報告しながら上書きセックス 綾瀬こころ（3月3日、SODクリエイト）

### アダルト配信
- こころ（5月14日、しろうとじゃっぷ）
- ここみ（5月23日、YOASOBIちゃん）
- あやちゃん（6月27日、ねっとりフリックス）
- こころ（8月24日、えちえち素人）
- 【保育士のタマゴ】経験人数の少ない癒し系JDがAV出演! 初めてだらけの体験に少々困惑気味… しかし何度も体位を変えてピストンすると次第に甘い喘ぎ声がこぼれる! 【初撮り】ネットでAV応募→AV体験撮影 2027 こころ 19歳 大学生(保育関係)（8月29日、シロウトTV）
- マジ軟派、初撮。 1953 こころ 23歳 保険の営業  控えめそうなお姉さんが仕事帰りにナンパの餌食に! 案の定押しに弱くて脱がされる! 大人しそうな雰囲気とは裏腹に凶悪なおっぱい! 血管浮き出たぷっくり乳輪、胸元にはセクシーなホクロ! スケベ乳をブルンブルン揺らして中イキ!!（8月30日、ナンパTV）
- こころ (18) バドミントン部【元カレ(おじさん)と浮気するG乳J○】【卑猥な形に実ったぷるんぷるんの天然巨乳】【同級生とじゃ味わえないオトナのSEXでイキまくり】【巨根に悦び膣ナラを盛大に放出】【付き合ってた頃を思い起こす濃厚中出し】（8月31日、しろうとまんまん）
- AYASE (sth060)（9月7日、素人ホイホイSH）
- ayase (sef016)（9月9日、素人ホイホイFriends）
- ここちゃん (erk042)（9月10日、素人ホイホイ）
- ココ 2 (hpt012)（9月16日、素人ホイホイ）
- 美しすぎるデカパイを揺らしてハメられるドルオタちゃん! 本人に無断で顔面公開中出しして人生終了!w【こころ (18)】（9月17日、しろうとまんまん）
- 【細クビレG爆乳! Z世代の完璧すぎるエロボディ】 太パパに捨てられて借金まみれになった港区女子登場ww愛嬌のある幼顔と身体のギャップに大興奮!! どこから見てもヌケる究極ボディで限界突破のエチエチ乱交×筆おろし!! ウブなチ●ポを弄ぶムニュムニュ肉厚パイズリ炸裂!! 口内・中出し・顔射・胸射、超絶怒濤の10連発!! 【訳アリZ世代.16 こころ】（9月25日、SUKEKIYO）
- 陥落不回避なチートボディここめろ≪「私と付き合った方が良いですよ…♪」NTR気満々! 色気ムンムンな巨乳後輩からの猛アタックで一緒に快楽堕ち♪「先輩、性癖ヤバくないですか♪」授乳手コキで国宝級おっぱいをチュパチュパ… 激シコボディたっぷり堪能ハメ撮り浮気SEX2射精!!≫ ここめろ / 20歳 / 大学生（9月27日、MOON FORCE）
- 【人生初の潮吹き】玄関前でフェラ抜き中、ピザ宅配対応!? エッチな撮影後はホテルIN! 美尻デカ乳揉みしだき、手マンで潮吹き!! ヨダレだらだら快感フェラ! 中出し後も連続二回戦!! 濡れシャツセクシーな女子大生を食べ尽くせッ!! 【PornGirl.17】【aya】（10月1日、街角シロウトナンパ）
- ゆま（10月6日、SNAP×SNAP）
- 【大●保公園】みさきちゃん【た●んぼ】】（11月7日、ダマちゃん。）
- あやせ & あさひ（11月21日、いんすた）
- 【純粋美女】【若さMAX】きゃぴきゃぴ美少女の飼育スタッフが「動物みたいに激しいセックスがしたい♪」パイスラ満点の巨乳を携えていざハンティング♪【零れる巨乳】【極みボディ】ア●マルセクシーランジェリーで猛獣の如く責めシゴク! Gカップパイズリがエグイw 極エロスレンダーボディがピストンで激しく上下に動きまくりSEXを見逃すな!! こころ 20歳 動物園の飼育スタッフ（11月21日、ARA）
- 【圧巻美くびれ × 爆乳】 ぷるんぷるんのGカップ!! 二次元級ボディの保育士さんと山梨で自然堪能サボり旅!! 100点満点のおっぱい揺らしビックビクイキまくる濃厚SEX2回戦!!：今日、会社サボりませんか? In 新宿 こころちゃん 20歳 保育士（11月27日、プレステージプレミアム）
- 経理の綾瀬さん（12月4日、HIASOBI）
- 経理の綾瀬さん 2（12月8日、HIASOBI）
- 人妻さん 21 (hdsn021)（12月16日、人妻さん）

- こころちゃん (skho099)（1月12日、シロウト速報）
- 【乳モテGカップ】女子大生のささやきパイズリで耳から脳に走る快感フレーズ【ぱいぱいズリ子。】 こころ･Gカップ (20歳)（1月20日、BOING）
- こころ (oreco579)（1月23日、俺の素人-Z-）
- 極上Hカップリフレちゃん (fuyu089)（1月28日、浮遊僧）
- こころ (japorn029)（2月2日、日本エロ党大学）
- ラグジュTV 1759 涼風結菜 25歳 看護師 「刺激が欲しくて…。」 誰もが魅了されるGカップスレンダー美女は欲しがり屋さんの変態ナース。半年ぶりのセックスと肉棒に期待が抑えられず自ら腰を振り、愛液が溢れ止まらない。（2月6日、ラグジュTV）
- 【G乳ギフテッド】圧倒的スレンダー爆乳の現役女子大生を彼女としてレンタル! 口説き落として本来禁止のエロ行為までヤリまくった一部始終を完全REC!! すべての男が二度見するナイトプールデートを楽しんだ後はホテルで秘密のいちゃいちゃセックス!! 最高のパイズリで極限までエレクトしたチ◯コを生ハメ挿入!! 「腰がイカれそうっ」と悶絶する爆イキ性交を見逃すな!! 【レンタル彼女】 こころちゃん 21歳 女子大生（2月11日、プレステージプレミアム）
- 雷016 (kmnr016)（2月14日、雷）
- こころ（2月14日、素人ムクムク）
- 【クラスに1人はいた、巨乳なのに運動神経いいコ】たわわなGカップ! No.1おっぱいバレー部員!! 出るとこ出てる財宝ボディJDとイキまくり汗だくSEX!! 【スポえろジャーニー 32人目 りんかちゃん】（2月14日、Jackson）
- ココロ (oreco646)（3月16日、俺の素人-Z-）
- スタミナパン奈ちゃん (hakc031)（3月17日、白昼夢）
- こころ (tkwa279)（3月27日、ときわ映像）
- こころ 2 (tkwa280)（3月27日、ときわ映像）
- SEKO（4月12日、暗黒）
- 【予想を超えたGカップ! パイズリ女神】えっちな自撮り見せてくれる『マン凸』ガールにSNSナンパ! 社会を知らない今ドキ女子に撮影会と称して一体どこまでヤレる?! もなちゃん 20歳 専門学生【マン凸ペーペーガールズ】（4月22日、Jackson）
- 【天然G乳お宝BODYヤリマンJD!!】【ガチでスケベなマインド&ソウル】【乳首も尻もキレイでエロい奇跡のエロ逸材!!】【これぞヤリマン!! これがヤリマン!!】爆GカップのドエッチボデイJD!! 性欲もましましガチヤリマン美少女登場!! ボインボインなGカップ巨乳ドエッチJDインフルエンサーの赤裸々中出し3NNセックス! / ヤリマンGP / 030 ここ/20歳 / G乳えちえち恵体の愛嬌美女!! 逆バニーで美爆乳モロだしオイルヌルテカ3NN!!（5月7日、プレステージプレミアム）
- さや (osfs004)（5月10日、素人ギャラリー）
- まな (pkti016)（5月10日、素人ギャラリー）
- 【新シリーズ】塩対応な生意気P活制服女子を「理解-わか-らせた。」【1人目:あやせ (19)】（5月13日、Jackson）
- 【成長中G乳JDとコスデートからのガチSEX編】【生意気娘は爆乳&爆尻の極上美白BODY】【オヂの欲情暴発からの魂のナマ中2連発!!】女子大生、爆乳G乳のナマイキ美少女が塩P活からの激イキ連続昇天SP!! ロハ娘7人目!! あやせ/20歳/女子大生、爆乳G乳のナマイキ美少女が塩P活からの激イキ連続昇天SP（5月15日、プレステージプレミアム）
- あいか(仮名) / 年齢 20歳  / 大学生（5月25日、なまなま.net）
- さや ボクのセフレを紹介します (vosfs00004)（5月10日、素人ギャラリー）
- こころ (tkwa285)（5月27日、ときわ映像）
- こころ 2 (tkwa286)（5月27日、ときわ映像）
- A・K (oreco721)（6月2日、俺の素人-Z-）
- こころ (instc573)（6月9日、いんすた）
- こころ (kaku242)（6月14日、KAKUJITSU）
- 妹Kちゃん211 (oremo211)（7月2日、俺の素人-Z-）
- こころ (ewdx494)（7月12日、E★人妻DX）
- 綾名 (tcnb008)（7月26日、たちんぼ）
- あやせ (ntk863)（8月30日、れいわしろうと）
- 綾瀬梨沙 (mywife654)（9月22日、舞ワイフ）
- グラドルA.K (spay464)（10月1日、素人ペイペイ）
- こころ (oreco861)（10月13日、俺の素人-Z-）
- ここちゃん (erofc301)（12月9日、恋愛カノジョ）
- こころ (hcmn098)（12月28日、INDY）
- こころ (dctv014)（12月31日、ドッキングTV）

- 期間限定好きのミーハー学●。 同志056 (bskc082)（4月11日、アシグモ）

### イメージDVD / BD
杉崎あん 名義
- アンインストール（2022年7月5日、未満）

綾瀬こころ 名義
- Heart your wash（2023年9月28日、oldman par）◎

### 写真集
- Heart your wash 綾瀬こころ写真集（2023年9月25日、ジーウォーク、撮影：太田清隆）ISBN 978-4-86717-622-1 [5]

### デジタル写真集
- れいむ 綾瀬こころ vol.01～vol.04（2023年10月17日、ジーウォーク、撮影：太田清隆）